# Lanceopora formosa
Lanceopora formosa är en mossdjursart som beskrevs av Harmer 1957. Lanceopora formosa ingår i släktet Lanceopora och familjen Parmulariidae. Inga underarter finns listade i Catalogue of Life.